# Lord Howe-szigeti fú
A Lord Howe-szigeti fú (Porphyrio albus) a madarak osztályának darualakúak (Gruiformes) rendjébe, a guvatfélék (Rallidae) családjába tartozó faj.

## Elterjedése
A faj kizárólag az Ausztráliához tartozó, attól 580 kilométerrel keletebbre, a Csendes-óceánban található Lord Howe-szigeten élt.

## Megjelenése
A faj nagyon hasonlított közeli rokonára, a Csendes-óceáni térségben is előforduló kék fúra (Porphyrio porphyrio). Kettejük közötti fő különbség a tollazat színében volt, mert a kék fú jellegzetes élénk kék tollazatával ellentétben a Lord Howe-szigeti faj színe egészen világoskék vagy teljesen fehér színű volt. További eltérő bélyegek a vörös szemek és lábak. Fejének felső része vörös színű volt. Lábai és ujjai erőteljesebbek voltak, mint a kék fúé, csőre viszont rövidebb volt. 
Szárnyai viszonylag rövidek voltak.

## Kihalása
A faj mindössze két koponya, egy szubfosszilis állapotban fennmaradt csont és néhány korabeli festmény alapján ismert csupán.
Annak ellenére, hogy madár a sziget 1790-es felfedezésekor nem volt ritka, viszonylag rövid idő alatt kiirtották a Lord Howe-szigeten kikötő bálnavadász és kereskedelmi hajók matrózai. Feltehetően a sziget állandó lakosokkal való 1834-es betelepülése során a faj már nem élt. Ha mégis maradtak fenn túlélő példányai, azokkal rövid időn belül végeztek a meghonosodott macskák és patkányok.

## Fordítás
- Ez a szócikk részben vagy egészben a Lord-Howe-Purpurhuhn című német Wikipédia-szócikk ezen változatának fordításán alapul.  Az eredeti cikk szerkesztőit annak laptörténete sorolja fel. Ez a jelzés csupán a megfogalmazás eredetét és a szerzői jogokat jelzi, nem szolgál a cikkben szereplő információk forrásmegjelöléseként.